# Lacougotte-Cadoul
Lacougotte-Cadoul település Franciaországban, Tarn megyében. Lakosainak száma 178 fő (2022. január 1.). Lacougotte-Cadoul Lavaur, Marzens, Roquevidal, Veilhes és Viviers-lès-Lavaur községekkel határos.

## Népesség
A település népességének változása:
| Lakosok száma | 168  | 172  | 177  | 171  | 175  | 179  | 183  | 180  | 178  |
|               | 2013 | 2015 | 2016 | 2017 | 2018 | 2019 | 2020 | 2021 | 2022 |